# 李继隆
李继隆（950年—1005年3月17日），字霸图，潞州上黨人，北宋名将，昭勋阁二十四功臣。曾于唐河之戰和徐河之战率靜塞鐵騎重创辽军。

## 出身
父亲是著名的北宋开国功臣李处耘。年幼时由伯父李处畴抚养，以父蔭补西头供奉官。李处耘因为私自处死战俘，贬为淄州刺史，李继隆也因此被除官。后在春节时与母亲入宫贺宋太祖趙匡胤生辰，复西头供奉官并留京师。但此时朝中有权臣与李处耘有旧日恩怨，所以没被重用，又李继隆因为落魄不治产，以游猎为娱。

## 生平经历
乾德年间后蜀平，盗贼猖獗，选为果阆州监军兼巡检，这年他刚刚二十，母忧虑他少未更事，想派李处耘亲近之人来辅助他。继隆回应：“是行儿自有立，岂须此辈，愿不以为虑。”母安慰他一下而遣之。李继隆被朝廷召回，夜晚经过栈道，雨滑，人和马一起坠入高山陡壁之下的溪涧，此溪涧深十余丈，幸好人挂在大树。手下骑卒驰数十里外，取火拿绳子把他拉上来。
开宝年间，朝廷发兵攻南唐，领三百士兵戍守邵州，与梅山峒蛮作战。蛮人曾截断其退路，李继隆率军与之激战，身上多处中箭，以伤亡100多人的代价打败了敌军。又與石曦率兵进攻袁州，打破桃石岩，追击敌人二十里，烧掉敌人的攻城器械辎重。
又跟从李符复监管荆湖漕运，补给征南诸军。吴人认为宋军不便水战，多派出舟师切断宋军饷道，李继隆屡次与这些敌军战斗，运送的粮都能够顺利前线部队。曾经多次日驰四五百里到前线侦察敌情。一日中途遇虎，射杀之。也曾俘虏敌方将领，在送往京师途中，至项县生病了，斩敌将首献给朝廷，宋太祖嘉奖他。在与吴人战斗中，额头处中箭，因为所穿冠胄坚厚，所以没受伤。
太祖发现他有才华，而且追念他的父親，想提升重用，对他说：“升州平，可持捷书来，当厚赏汝。”时内侍使军中者十数辈，都在观察时机以攻下献捷，适逢有国家大事要入奏，都不愿出战，而继隆独自到宫中请求出战。晉王见他来时，昇州城尚未攻下，李继隆感到很惊讶。他经过金陵时已经觉得升州城破在即了，说在途遇大风吹天色很昏暗，这是城破之兆。第二天，昇州被宋军攻下，太祖对他说：“如汝所料矣。”吴将卢绛聚众万余，攻掠州县，命继隆招降他们。江南平定后，录功升迁至庄宅副使（武階，西班，諸司使副，從七品）。跟从宋太祖到西洛，又改任御营前后巡检使。
太平兴国二年，改任六宅使（武階，諸司正使，西班，正七品）。曾被宋太宗命令与王文宝、李神祐、刘承珪一起保护和疏浚京西河，又与梁迥、窦神宝治决河。梁迥体型肥胖，所乘船不能在河中行驶，继隆用自己和他交换。不久李继隆的船果然翻船，所运送物品，只能依赖其他船来运送。
后跟从宋太宗出征北漢，担任四面提举都监，与李汉琼领着云梯与冲车从地道攻城西面，石头从他身边飞过落下，他的士兵和仆人战死，李继隆督战没有忪懈。出征幽州时，他与郭守文带领先锋部队，击破辽军数千人。到了围攻范阳时，又和郭守文为先锋，大败辽军于湖翟河南。
后担任镇州都监，在满城之战中，与崔翰诸将一起与辽军作战。一开始，宋太宗授他们以阵图让他们照着阵图作战，但此时临阵次图并不适合，将领们认为皇帝的命不可违反。但李继隆说：“事有应变，安可预定，设获违诏之罪，请独当也。”于是宋军改变阵型，在满城之战中击败辽军。
太平兴国四年，升任宫苑使（武階，諸司正使，西班，正七品）、领妫州刺史（遙郡刺史），带兵保护三交。又与潘美出征北边，攻破灵丘县，尽掠辽军及当地民众以回。又改任定州驻泊都监。曾领兵出土镫砦，与土匪作战，得到牛羊、车帐甚多。宋太宗下诏书赞赏。
李继迁叛乱，宋太宗命李继隆与田仁朗、王侁率兵评定。四月，兵出银州北，攻破悉利诸族，追奔数十里，斩三千余级，俘蕃汉老幼千余，杀死代州刺史折罗遇及其弟埋乞首，牛马、铠仗所获尤多。又兵出开光谷西杏子坪，攻破保寺、保香族，斩其副首领埋乜已五十七人，降银三族首领析八军等三千余众，又攻破没邵浪、悉讹诸族，及浊轮川东、兔头川西，生擒七十八人，斩首五十九级，俘获数以千计。军队到达监城，吴移、越移四族来降，惟岌伽罗腻十四族怙其众不肯投降，乃与尹宪带兵袭击他们，杀死其帐千余，俘斩七千余级。不久改领环州团练使（遙郡團練使），又带兵保护高阳关。
雍熙北伐中，跟从曹彬出征幽州，率兵助先锋薛继昭破辽军数千于固安南，攻下固安、新城，又进而攻克涿州战斗中，左边大腿中箭，血流至脚后跟，俘获契丹贵臣一人。曹彬想将此次战役的李继隆战功上报，李继隆制止了他。不久傅潜、米信兵败，只有继隆所部能够整队班师而还。宋太宗立即任命李继隆为知定州事兼兵马钤辖，并下诏命他招抚败军的士兵，继隆令命书吏全部抄写宋太宗的诏书贴出。十几天后，有败兵集结在城下，不知去哪里好，李继隆按照诏给他们契据，败军按照契据到相应部队报到。宋太宗益嘉奖他有谋略。
雍熙三年（986年），升迁至侍卫亲军马军司都虞候（禁軍軍職，從五品）、领武州防御使（階官，正任防禦使，從五品）、赐号忠果雄勇功臣。辽军大举南下，他受命担任沧州都部署。刘廷让与辽军在君子馆爆发激战，刘廷让战前与李继隆约好他到时要带精兵来救援。但是辽军包围刘廷让时，李继隆带兵退保乐寿，刘廷让部队力战不敌，全军覆没，刘只能单骑逃出。战后，宋太宗怒，让李继隆赴京师解释，命令中书问清情况，之后李继隆获释。一年后，加领武州观察使（階官，正任觀察使，正五品）、检校太保。
端拱元年（988年），授侍卫亲军马军司都指挥使（禁軍軍職，正五品）、领保顺軍节度使（階官，從二品）。九月，担任定州都部署。一开始，朝廷讨论有辽军兵到时，诸将要坚壁清野，勿与辽军作战。一日，辽军突然出现，攻佔蒲城，攻至唐河。定州监军、判四方馆事、領播州刺史袁继忠慷慨请求李继隆出师作战，中黄门林延寿等五人拿出诏书制止。李继隆回答：“阃外之事，将帅得专。”于是李继隆与继忠出兵，在唐河之战中击败辽军。
次年，与崇仪使、北面缘边都巡检尹继伦在徐河之战率领步骑一万人前后包夹重创辽国八万骑兵，手下士兵砍伤耶律休哥。淳化四年（993年），授静难军节度使。五年（994年），为河西行营都部署，率军征讨李继迁，军抵夏州，李继迁望风而逃，李继捧被擒押往东京。至道二年（996年），李继迁劫辎重于浦洛河，为灵环十州都部署讨伐李继迁，大破之。
真宗即位后担任镇安军节度使、检校太傅（檢校官，第三階），加同中書門下平章事，解兵柄歸本鎮。后在景德元年（1004年）的澶渊之盟中领兵死守澶州城门。
景德二年二月初五日（1005年3月17日）卒，赠中书令（贈官，正二品），谥忠武，终年56岁，葬于西京河南偏桥村。

## 家族
- 曾祖：李諱
- 祖：李肇，都壕寨使、检校司徒、累赠尚书令
- 祖母：赵氏，累封莱国太夫人
- 父：李处耘，特赠宣德军节度使、检校太傅，累赠中书令，追封幽王
- 母：吴氏，齐国太夫人
- 姐：李氏，嫁洛苑副使郭守璘
- 妹：李皇后
- 妹：李氏，嫁主客員外郎直集賢院范貽孫
- 弟：李继恂，洛苑使、顺州刺史
- 弟：李继和，端州防御使、殿前司都虞候、赠镇国军节度使、追封安国公，顺宁王
- 妻：杨氏，弘农郡夫人，杨光美之女
- 妻：阎氏，凉国夫人
- 子：李昭吉，供奉官
- 子：李昭文，供奉官
- 子：李昭亮，昭德军节度使、同中书门下平章事、赠中书令、追封崇国公
  - 孙：李惟贤，终官四方馆使、赠左金吾卫上将军
    - 曾孙女：李氏，寿安县君，适华州观察使、华阴侯赵世将
    - 曾孙：李宗述，供备库副使

  - 孙：李惟寶，東作坊使、赠左骁卫大将军
    - 曾孙：李宗旦，終官西京左藏库副使
      - 玄孫：李豫，終官右侍禁
        - 來孫女：李氏，適左班殿直趙士鐃

    - 曾孙女：李氏，适太子右监门率府率赵仲頎

  - 孙：李惟宾，皇城使兼閤门通事舍人
  - 孙：李惟贲
  - 孙：李惟贽
  - 孙：李惟赓
  - 孙：李惟贺
  - 孙：李惟贯
  - 孙：李惟赏，右騏驥副使，赠右骁卫将军
    - 曾孙女：李氏，长寿县君，适右监门卫大将军赵仲戭
    - 曾孙女：李氏，适左班殿直赵士沣

  - 孙女：李氏，适监门卫将军赵克练
  - 孙女：李氏，适供备库副使杨忠
  - 孙女：李氏，适侍禁刘某
  - 孙女：李氏
  - 孙女：李氏，适东平郡王赵允弼，封崇国夫人
- 女：李氏，早逝
- 女：李氏，适内殿崇班曹玹，早逝
- 女：李氏
- 女：李氏
- 堂兄：李繼任，樞密直學士
- 堂兄：李繼昭，殿直